# Kategoria Superiore 2004-2005
La Kategoria Superiore  fu la 66ª edizione della massima serie del campionato albanese di calcio disputata tra il 21 agosto 2004 e il 20 maggio 2005 e conclusa con la vittoria del Tirana, al suo ventiduesimo titolo.
Capocannoniere del torneo fu Dorian Bylykbashi (Partizani Tirana) con 24 reti.

## Formula
Nessuna variazione rispetto alla stagione precedente. Le squadre partecipanti furono dieci e disputarono un doppio turno di andata e ritorno per un totale di 36 partite.
Le ultime due classificate furono retrocesse in Kategoria e Parë.
Le squadre qualificate alle coppe europee furono quattro: la vincente del campionato fu ammessa alla UEFA Champions League 2005-2006, la seconda classificata e la vincente della coppa d'Albania alla Coppa UEFA 2005-2006 più un'ulteriore squadra alla Coppa Intertoto 2005.

## Squadre partecipanti
| Squadra          | Città      | Stadio | Stagione 2003-2004 |
| ---------------- | ---------- | ------ | ------------------ |
| Partizani Tirana | Tirana     |        | 4°                 |
| Tirana           | Tirana     |        | Campione d'Albania |
| Dinamo Tirana    | Tirana     |        | 2°                 |
| KF Laçi          | Laç        |        | Kategoria e Parë   |
| Vllaznia         | Scutari    |        | 3°                 |
| Teuta Durrës     | Durazzo    |        | 5°                 |
| KS Egnatia       | Rrogozhinë |        | Kategoria e Parë   |
| Shkumbini        | Peqin      |        | 7°                 |
| KS Elbasani      | Elbasan    |        | 8°                 |
| KS Lushnja       | Lushnjë    |        | 6°                 |

## Classifica
|                    | Pos. | Squadra          | Pt | G  | V  | N | P  | GF | GS  | DR   |
| ------------------ | ---- | ---------------- | -- | -- | -- | - | -- | -- | --- | ---- |
| Albania (bandiera) | 1.   | Tirana           | 84 | 36 | 26 | 6 | 4  | 82 | 32  | +50  |
|                    | 2.   | Elbasani         | 79 | 36 | 24 | 7 | 5  | 59 | 27  | +32  |
|                    | 3.   | Dinamo Tirana    | 62 | 36 | 18 | 8 | 10 | 51 | 30  | +21  |
|                    | 4.   | Vllaznia         | 61 | 36 | 19 | 4 | 13 | 80 | 47  | +33  |
|                    | 5.   | Teuta            | 52 | 36 | 16 | 4 | 16 | 47 | 49  | -2   |
|                    | 6.   | Shkumbini        | 48 | 36 | 14 | 6 | 16 | 49 | 47  | +2   |
|                    | 7.   | Lushnja          | 48 | 36 | 13 | 9 | 14 | 43 | 47  | -4   |
|                    | 8.   | Partizani Tirana | 46 | 36 | 13 | 7 | 16 | 59 | 58  | +1   |
|                    | 9.   | Egnatia          | 28 | 36 | 7  | 7 | 22 | 26 | 48  | -22  |
|                    | 10.  | Laçi             | 2  | 36 | 0  | 2 | 34 | 13 | 124 | -111 |

Legenda:

      Campione d'Albania e ammesso alla UEFA Champions League
      Ammesso alla Coppa UEFA
      Ammesso alla Coppa Intertoto
      Retrocesso in Kategoria e Parë
Note:

Tre punti a vittoria, uno a pareggio, zero a sconfitta.

## Verdetti
- Campione: SK Tirana
- Qualificata alla UEFA Champions League: SK Tirana
- Qualificata alla Coppa UEFA: KS Elbasani, Teuta Durrës
- Qualificata alla Coppa Intertoto: Dinamo Tirana
- Retrocessa in Kategoria e Parë: KS Egnatia, KF Laçi